# 2018-as atlanti hurrikánszezon

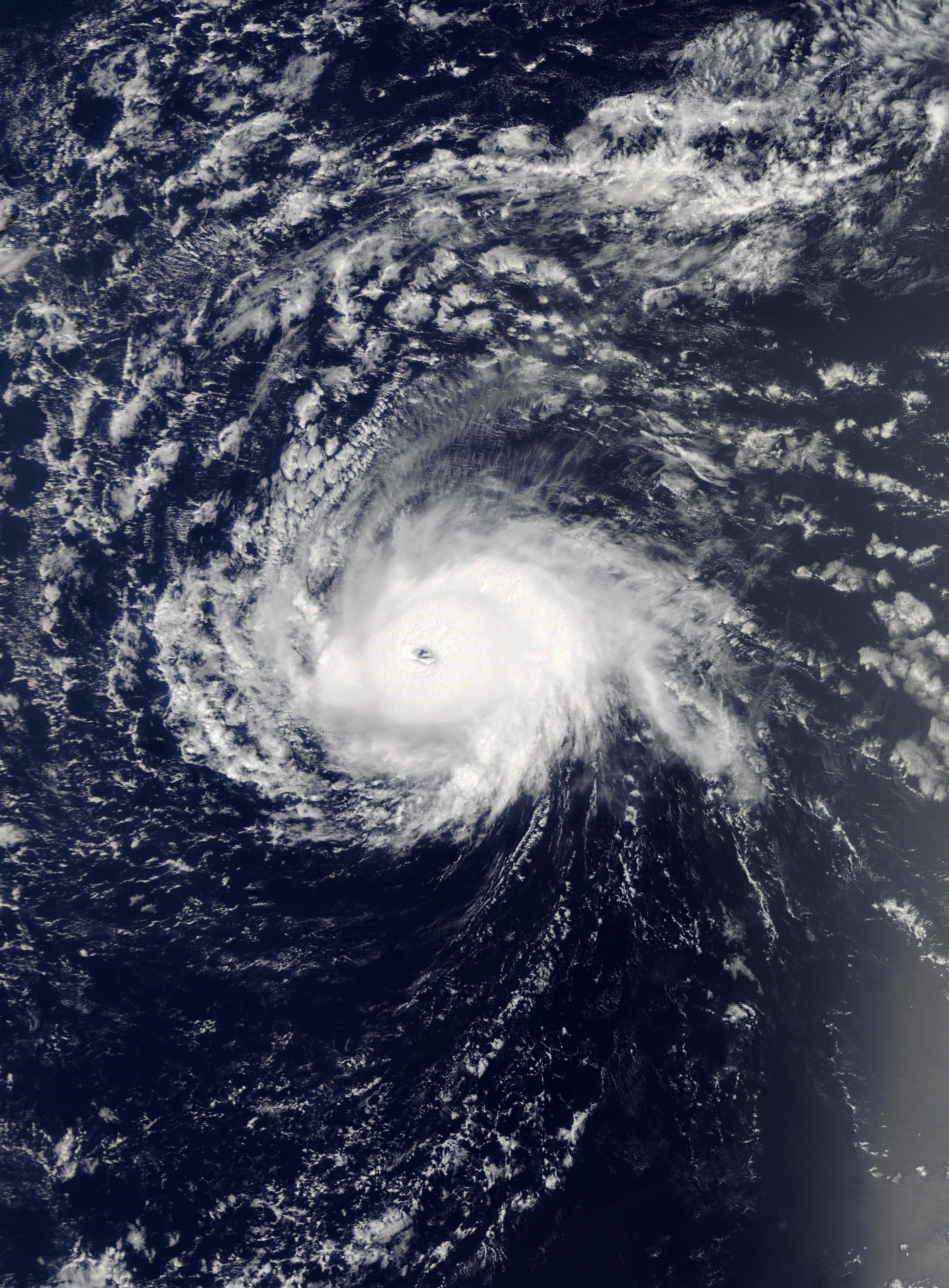
Florence, 2018. szeptember 5-én

A 2018-as atlanti hurrikánszezon a 2018-as évben az északi félgömbön  formálódó trópusi ciklonok évenkénti sorozatának elnevezése. A hurrikánszezon hivatalosan 2018. június elsején kezdődik és 2018. november 30-áig tart majd. Ez az időszak az, amikor a legtöbb trópusi ciklon kialakul az Atlanti-óceán térségében. Ettől függetlenül trópusi ciklonok kialakulására egész évben lehet számítani.

## Szezonális előrejelzések
Már a hurrikánszezon kezdete előtt és annak időtartama alatt számos ország nemzeti meteorológiai szolgálata és különböző tudományos ügynökségei jelzik előre, hogy hány darab névvel ellátott viharra, hurrikánra és hármas erősségűnél nagyobb erősségű hurrikánra lehet számítani az adott időszak során, illetve, hogy hány trópusi vihar fogja ténylegesen érinteni is az adott országot. Ezek közé a szervezetek közé tartozik többek közt a Nemzeti Óceán- és Légkörkutatási Hivatal (NOAA) is, illetve a Coloradói Állami Egyetem. Az előrejelzéseket heti és havi változások bontásban teszik közzé, a viharok számát, hurrikánok és magasabb kategóriájú hurrikánok erejét és a főbb tényezőikben történt változások adatait  illetően. Ezen előrejelzések némelyike a korábbi hurrikánszezonokban lezajlott eseménysorok adatait, illetve a 2017 novemberében kialakult La Niña időjárási esemény adatait is figyelembe veszi. Az 1981 és 2010 közötti időszak átlagai alapján egy adott hurrikánszezonban 12 trópusi viharra, 6 kisebb erősségű és 2 darab a Saffir–Simpson-féle hurrikánskálán mért nagy erejű hurrikánra lehet számítani, miközben az akkumulált ciklonenergia index értéke 66 és 103 egység között várható.
A hurrikánszezonra vonatkozó legelső előrejelzést 2017. december 7-én tette közzé a University College London irányítása alatt működő Tropical Storm Risk (TSR) konsorcium. Előrejelzésükben valamivel az átlagosnál erősebb évet jósolnak előre, mivel 15 névvel ellátott trópusi vihart, 7 kisebb erejű és 3 nagyobb erejű hurrikánt várnak.
Az eddigi leghevesebb hurrikánszezon a 2005-ös atlanti hurrikánszezon volt, amely során 25 elnevezett trópusi ciklon alakult ki, illetve 15 kisebb erejű hurrikán, valamint 7 nagy erejű hurrikán pusztított.
Az eddigi leggyengébb hurrikánszezon az 1983-as hurrikánszezon volt, amikor is mindössze 4 névvel ellátott trópusi ciklon alakult ki és csak kettő kis erejű hurrikán pusztított a térségben.

## A viharok elnevezése 2018-ban
A következő listából fog állni a 2018-as hurrikánszezon során kialakuló viharok elnevezése. A listán szereplő elemek nem használhatóak fel egészen a 2024-es atlanti hurrikánszezon idejéig újra. Ugyanezen nevekből állt össze a 2012-es atlanti hurrikánszezon is, a Sara név kivételével, mely helyett akkor a Sandy volt soron.
| - Alberto - Beryl - Chris - Debby - Ernesto - Florence - Gordon | - Helene - Isaac - Joyce - Kirk - Leslie - Michael - Nadine | - Oscar - Patty - Rafael - Sara - Tony - Valerie - William |

## A 2018-as atlanti hurrikánszezon hatásai
A következő táblázatban lesznek láthatóak a 2018-as atlanti hurrikánszezon idején kialakult trópusi ciklonok, hurrikánok erőssége, pusztítása, időtartama, elnevezéseik, szárazföldi pusztításuk mértéke, illetve áldozataik száma. A pusztítás értéke amerikai dollárban (USD) szerepel.
| Vihar neve | Időtartama | Erőssége a legpusztítóbb időszakában | 1 perces szélerőssége (km/h) | Legalacsonyabb mért légnyomási értéke (mbar) | Érintett területek | Okozott kár (millió dollár) | Áldozatok |
| ---------- | ---------- | ------------------------------------ | ---------------------------- | -------------------------------------------- | ------------------ | --------------------------- | --------- |
|            |            |                                      |                              |                                              |                    |                             |           |

## Kapcsolódó lapok
- 2018-as csendes-óceáni hurrikánszezon
- 2018-as csendes-óceáni tájfunszezon

## Fordítás
Ez a szócikk részben vagy egészben  a(z)   2018 Atlantic hurricane season című angol Wikipédia-szócikk ezen változatának fordításán alapul.  Az eredeti cikk szerkesztőit annak laptörténete sorolja fel. Ez a jelzés csupán a megfogalmazás eredetét és a szerzői jogokat jelzi, nem szolgál a cikkben szereplő információk forrásmegjelöléseként.

## Külső hivatkozások
- National Hurricane Center (A Nemzeti Hurrikán Központ oldala)
- National Hurricane Center's Atlantic Tropical Weather Outlook (A Nemzeti Hurrikán Központ Atlanti térségre vonatkozó trópusi időjárási előrejelzőoldala)
- Tropical Cyclone Formation Probability Guidance Product (Trópusi Ciklonok Kialakulásának Valószínűségét Mutató oldal)